# Ricard Creus i Marzo
Pour les articles homonymes, voir Creus et Marzo.
Ricard Creus i Marzo, né à Barcelone en 1928 et mort à Anglès (Gérone) le 10 novembre 2021, est un écrivain et poète espagnol d’expression catalane,.

## Biographie
Ricard Creus i Marzo étudie à la faculté des Beaux-Arts de l’université de Barcelone, où il se lie d'amitié avec le futur sculpteur Josep Maria Subirachs. Il commence une carrière d'artiste peintre qu'il abandonne très tôt pour la littérature. Se consacrant initialement à la prose narrative, il écrit beaucoup pendant plusieurs années sans publier. Il se fait connaître comme poète par le fait que ses premiers livres publiés sont de la poésie : Cendra amb foc (1975), Poemes de l'altra veu i de la meva (1976), 36 poemes a partir del 36 (1978) et Si em dónes l'adéu no et prenc pel mot (1979). En 1983, il publie l'œuvre en prose Mutacions. C'est en 1985 qu'un de ses premiers travaux narratifs est publié, la Trilogia dels hereus (« Trilogie des héritiers »), qui paraît en deux volumes : L'ocell (1985), récompensé du Premi Andròmina de narrativa (« Prix Andromède du récit »), et Temps imposat, suivis des romans Les trampes et La runa (1986). En 1987, il gagne le prix Sant Jordi du roman avec Posicions ; et en 1991, il obtint le prix Rosa Leveroni de poésie avec son œuvre Retornar a Itàlia. Il publie deux livres de poèmes supplémentaires : Jo amb mi i altres poemes (1994), et M'estimo el cos (1997), et un roman : Vol Barcelona-Mèxic (2000). En 2006, les Éditions Proa publient le volume Cada dia un dia. Obra poètica 1968-2003 qui contient l'œuvre complète, présentée par ordre chronologique, et qui incorpore des poèmes inédits et un échantillon des poèmes les plus récents.
En 1986 sont publiés les œuvres de théâtre Entre aigua i anís et Jo vinc d'un altre temps. La première de celles-ci est jouée à Badalone, le 13 décembre 1986 par le groupe de théâtre Arrels. Les interprètes sont Felicitat Comas et Josep Solaz. Il est aussi l'auteur de la cantate Cantijoc pour un chœur d'enfants, avec narrateurs et orchestre, qui est interprétée, sous la direction de Josep Pons, à la XXVe Trobada de Corals Infantils de Catalunya (« Rencontre de Chœurs d'Enfants de Catalogne ») en 1992. Il publie aussi plusieurs œuvres de littérature d'enfance et de jeunesse, parmi lesquelles on trouve Una pedra per corona (1979). De même, il collabore à des publications périodiques comme Cavall Fort (ca), Avui, Reduccions et Tele/eXpres. Parallèlement, il se consacre aux arts plastiques comme professeur d'art et il est coauteur de plusieurs essais sur l'art et la pédagogie artistique. En novembre 2021, il meurt à l'âge de quatre-vingt-treize ans.

## Œuvres

### Poésie
- (ca) Cendra amb foc, Edicions 62, 1975
- (ca) Poemes de l'altra veu i de la meva, Editorial Pòrtic, 1976
- (ca) 36 poemes a partir del 36, Laia, 1978
- (ca) Si em dónes l'adéu no et prenc pel mot, La Gaia Ciència, 1979
- (ca) Retornar a Itàlia, Columna Edicions, 1992
- (ca) Jo amb mi i altres poemes, L'Aixernador, 1994
- (ca) M'estimo el cos, Pagès Editors, 1997
- (ca) Cada dia un dia. Obra poètica 1968-2003, Proa, 2006
- (ca) Ahir d'amor i avui encara, Editorial Meteora, 2010

### Romans
- (ca) Mutacions, Ed. 62, 1983
- (ca) L'ocell, Edicions Tres i Quatre, 1985
- (ca) Temps imposat, Edicions Tres i Quatre, 1986
- (ca) Posicions, Edicions 62, 1988
- (ca) Vol Barcelona-Mèxic, Edi-Liber, 2000

### Théâtre
- (ca) Entre aigua i anís. Jo vinc d'un altre temps, Edicions 62, 1986

### Romans et récits jeunesse
- (ca) Una pedra per corona, Publicacions de l'Abadia de Montserrat, 1979
- (ca) Pa amb xocolata, Teide, 1982
- (ca) El gos i l'oreneta, Argos - Vergara, 1983
- (ca) El moro, les taronges i la guerra, Argos - Vergara, 1984
- (ca) Què somies?, Teide, 1987
- (ca) Sempre passa alguna cosa, Cruïlla, 1989
- (ca) Biografia d'un gat, Cruïlla, 2005

### Traductions de poésie
- (ca) Sofia Chiaraviglio (trad. Ricard Creus i Marzo), Circolarità, Gérone, CCG Éditions, 2005

## Prix et distinctions
- 1985 : Premi Andròmina de narrativa : L'ocell
- 1987 : Prix Sant Jordi du roman : Posicions
- 1991 : Prix Littéraire de Cadaqués-Rosa Leveroni de poésie (ca) : Retornar a Itàlia[5]